# Grammatica storica della lingua italiana e dei suoi dialetti
Grammatica storica della lingua italiana e dei suoi dialetti (titolo originale: Historische Grammatik der italienischen Sprache und ihrer Mundarten) è una monumentale opera scritta nell'arco di quarant'anni dal filologo tedesco Gerhard Rohlfs in 3 volumi: Morfologia, Sintassi e formazione delle parole e Fonetica. Pubblicata tra il 1949 e il 1954, fu tradotta in italiano da Einaudi tra il 1966 e il 1969, ma rispetto all'edizione tedesca aggiungeva informazioni e conteneva aggiornamenti e integrazioni ulteriori approntate dall'autore stesso per la versione italiana. Andata esaurita negli ultimi trent'anni, la Grammatica Storica è stata ripubblicata nel 2021 da Il Mulino in un'edizione arricchita da nuovi materiali, in collaborazione con l'Accademia della Crusca.

## Volume 1 Fonetica
1. Vocalismo
2. Consonantismo
3. Fenomeni generali

## Volume 2 Morfologia
1. Il nome
  1. I casi
  2. Le declinazioni
  3. Formazione del plurale
  4. Il genere
  5. L'aggettivo
  6. La comparazione
2. Il pronome
  1. Articolo determinativo e indeterminativo
  2. Il partitivo
  3. Il pronome possessivo
  4. Il pronome personale
  5. Il pronome riflessivo
  6. Il pronome relativo
  7. Il pronome interrogativo
  8. Il pronome dimostrativo
  9. Pronomi indefiniti
3. Il verbo
  1. Generalità
  2. Ampliamento del tema
  3. Indicativo presente
  4. Casi particolari
  5. L'indicativo imperfetto
  6. Il congiuntivo presente
  7. Il congiuntivo imperfetto
  8. Il passato remoto
  9. Il futuro
  10. Il condizionale
  11. L'imperativo
  12. L'infinito
  13. Gerundio e participio presente
  14. Il participio passato

## Volume 3 Sintassi e formazione delle parole
1. Sintassi
2. La formazione delle parole

## Edizioni italiane
- Grammatica storica della lingua italiana e dei suoi dialetti. Fonetica, trad. Salvatore Persichino, Collezione Manuali di Letteratura, Filologia e Linguistica n.3, Einaudi, Torino, 1966-1968-1997, ISBN 978-88-062-4471-2, pp.XXXVI-520; Collana Piccola Biblioteca n.148, Einaudi, Torino, 1970-1988, ISBN 978-88-063-0635-9.
  - I. Fonetica, Nuova ed. aumentata, Collezione di Testi e di Studi, Bologna, Il Mulino, 2021, ISBN 978-88-152-9429-6.
- Grammatica storica della lingua italiana e dei suoi dialetti. Morfologia, trad. Temistocle Franceschi, Collezione Manuali di Letteratura, Filologia e Linguistica n.3, Einaudi, Torino, 1968, pp. XXXII-401; Collana Piccola Biblioteca n.149, Einaudi, Torino, 1970, ISBN 978-88-063-0643-4.
  - II. Morfologia, Nuova ed. aumentata, Collezione di Testi e di Studi, Bologna, Il Mulino, 2021, ISBN 978-88-152-9430-2.
- Grammatica storica della lingua italiana e dei suoi dialetti. Sintassi e formazione delle parole, trad. Temistocle Franceschi e Maria Caciagli Fancelli, Collezione Manuali di Letteratura, Filologia e Linguistica, Einaudi, Torino, 1969, pp.XL-492; Collana Piccola Biblioteca n.150, Einaudi, Torino, 1970, ISBN 978-88-063-0650-2.
  - III. Sintassi e formazione delle parole, Nuova ed. aumentata, Collezione di Testi e di Studi, Bologna, Il Mulino, 2021, ISBN 978-88-152-9431-9.